# Djebel Tamarrakoït
 (mai 2015).
Si vous disposez d'ouvrages ou d'articles de référence ou si vous connaissez des sites web de qualité traitant du thème abordé ici, merci de compléter l'article en donnant les références utiles à sa vérifiabilité et en les liant à la section « Notes et références ».
Le djebel Tamarrakoit est un volcan de type bouclier situé à 60 km au sud de la ville d'Ifrane au Maroc. Il est une des trois principales structures volcaniques de la région d'Azrou avec le djebel Outgui et le djebel El Koudiate.